# Edu Mansur
Eduardo Mansur (Rio de Janeiro, 2 de setembro de 1973) é jornalista, autor, produtor e diretor de televisão e teatro brasileiro.
Iniciou no teatro como assistente de iluminação de Aurélio de Simoni, em 1993. Mais tarde, em 1997, foi para a televisão para trabalhar com o diretor Walter Avancini, na extinta TV Manchete. No ano seguinte, ingressou na Globosat, onde atuou nas produções dos canais Multishow, GNT, Futura e também no Canal Brasil. Atuou ainda como produtor executivo e realizou shows, programas de entrevistas, de variedades e especiais feitos para a TV a cabo, até o ano de 2009. Ainda em 2009 dirigiu o documentário "O pequeno burguês - Filosofia de vida", uma produção do Canal Brasil e da gravadora MZA sobre a vida e a obra do cantor e compositor Martinho da Vila.
Trabalha também no mercado musical e já foi empresário da dupla de cantores Marlon e Maicon.
Escreveu, dirigiu e produziu espetáculos de teatro, entre os quais:
- Cartas ao meu pai, monólogo baseado na obra de Franz Kafka, de 2001;
- Valsa no. 6, texto de Nelson Rodrigues, em 2002;
- Clara, musical em homenagem à cantora Clara Nunes, de 2003;
- A vida só gosta de quem gosta dela, sobre a obra do compositor Braguinha, em 2005;
- Tudo por você, musical de autoria do próprio, em 2006;
- Chacrinha, musical sobre a vida do comunicador Abelardo Barbosa, em 2007.